# フェルディナント・キュプラー

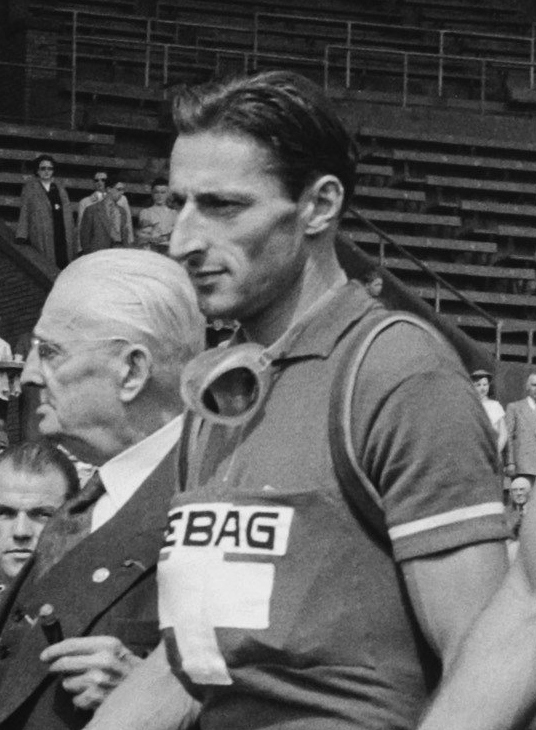
1954年ツール・ド・フランスにて

フェルディナント・キュプラー（Ferdinand Kübler、1919年7月24日 - 2016年12月29日）は、スイス・マルタレン出身の元自転車競技選手。
フェルディ・キュプラー（Ferdi Kübler）とも言われ、強力なスプリント力と山岳での安定した走りを特徴としたオールラウンダー型の選手。現役時代、カウボーイというニックネームがつけられていた。

## 経歴
1940年にプロ選手となる。第二次世界大戦の最中に開催された1942年のツール・ド・スイスを総合優勝した他、1943年にはチューリッヒ選手権を制覇した。1948年以降、ロードレース界の第一線として活躍を続け、同年のツール・ド・ロマンディ、ツール・ド・スイスでいずれも総合優勝。1949年、スイス国内選手権・個人ロードを制覇し、世界自転車選手権・個人ロードではリック・バンステーンベルヘンに次いで2位に入った。
1950年、ジロ・デ・イタリア総合4位。その後国内選手権連覇を達成。そして同年のツール・ド・フランスでは、レース中のトラブルがきっかけとなって、イタリアナショナルチームの全選手が同チーム監督のアルフレッド・ビンダの指示により、第12ステージ途中で棄権するというハプニングがあったとはいえ、その第12ステージ終了後に総合首位に立ち、その後一度も首位を明け渡すことなく、スイス国籍選手として初めて、ツール・ド・フランスを制覇した。また、同年の世界選手権・個人ロードでは3位に入った他、年間表彰制度である、チャレンジ・デスグランジュ＝コロンボで第1位となった。
1951年、リエージュ〜バストーニュ〜リエージュを初制覇した他、2度目のツール・ド・ロマンディ、3度目のツール・ド・スイス総合優勝を飾り、シーズン終盤には悲願の世界選手権・個人ロード優勝も達成するという大活躍の年となった。また同年のジロ・デ・イタリアでは総合3位に入っている。1952年、リエージュ〜バストーニュ〜リエージュ連覇。ジロ・デ・イタリアでは総合3位に入った他、2度目となる、チャレンジ・デスグランジュ＝コロンボ受賞を果たした。
その後の選手生活のハイライトは1954年。3度目の国内選手権制覇を果たした他、こちらも3度目となるチャレンジ・デスグランジュ＝コロンボ受賞、さらにツール・ド・フランスではポイント賞（マイヨ・ヴェール）を獲得した。また、1956年にはミラノ〜トリノを制した。1957年に引退。
2016年、チューリッヒにて97歳で死去。彼が亡くなるまで、ツール・ド・フランス優勝者の中では最年長で最古（1950年）の人物であった。